# Società Sportiva Trani 1942-1943
Questa voce raccoglie le informazioni riguardanti la Società Sportiva Trani nelle competizioni ufficiali della stagione 1942-1943.

## Rosa
| N. |                   | Ruolo | Calciatore            |
| -- | ----------------- | ----- | --------------------- |
|    | Italia (bandiera) | C     | Ulderico Alò          |
|    | Italia (bandiera) | A     | G. Chiodo             |
|    | Italia (bandiera) | D     | Giuseppe Di Bisceglie |
|    | Italia (bandiera) | A     | Domenico Di Pinto     |
|    | Italia (bandiera) | C     | D. Dionisio           |
|    | Italia (bandiera) | A     | G. Lomolino           |

| N. |                   | Ruolo | Calciatore          |
| -- | ----------------- | ----- | ------------------- |
|    | Italia (bandiera) | P     | Aldo Molinari       |
|    | Italia (bandiera) | C     | G. Nicito           |
|    | Italia (bandiera) | C     | Alessandro Piccione |
|    | Italia (bandiera) | A     | Luigi Pusineri      |
|    | Italia (bandiera) | A     | A. Valerio          |
|    | Italia (bandiera) | C     | D. Zucaro           |